# 矮丛光蒿
矮丛光蒿（学名：Artemisia disjuncta）是菊科蒿属的植物。分布于蒙古以及中国大陆的新疆等地，生长于海拔1,700米至2,700米的地区，多生长于湿润的坡地以及石隙处，目前尚未由人工引种栽培。